# Ехтенербрюг
Ехтенербрюг (нід. Echtenerbrug) — село в нідерландській провінції Фрисландія. Входить до муніципалітету Фріске-Маррен.
Його площа становить 6,61 км², а населення станом на 2021 рік складало 1 005 осіб.
Перша згадка про населений пункт датується 1718 роком.

## Галерея

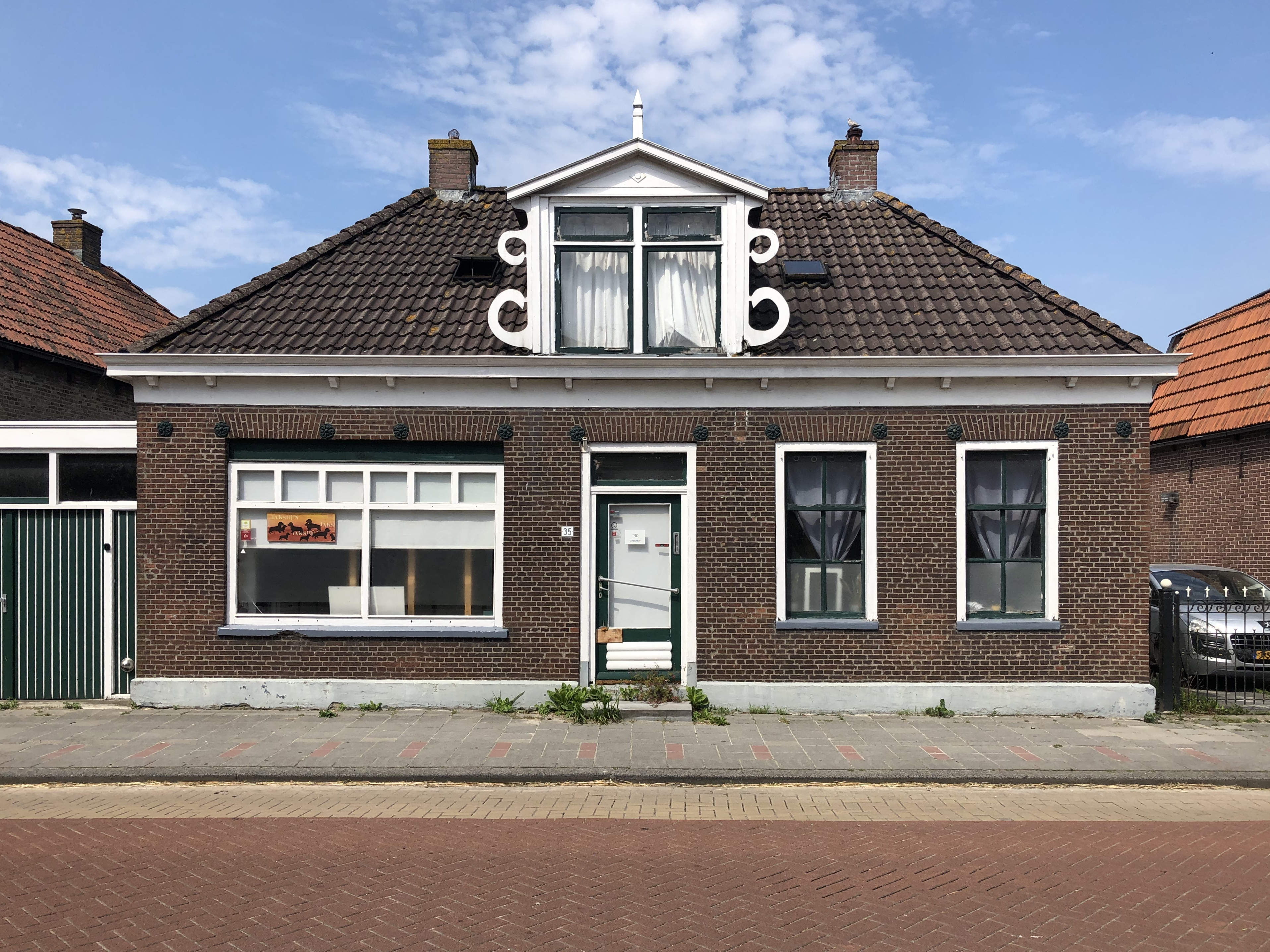
Будинок в Ехтенербрюзі
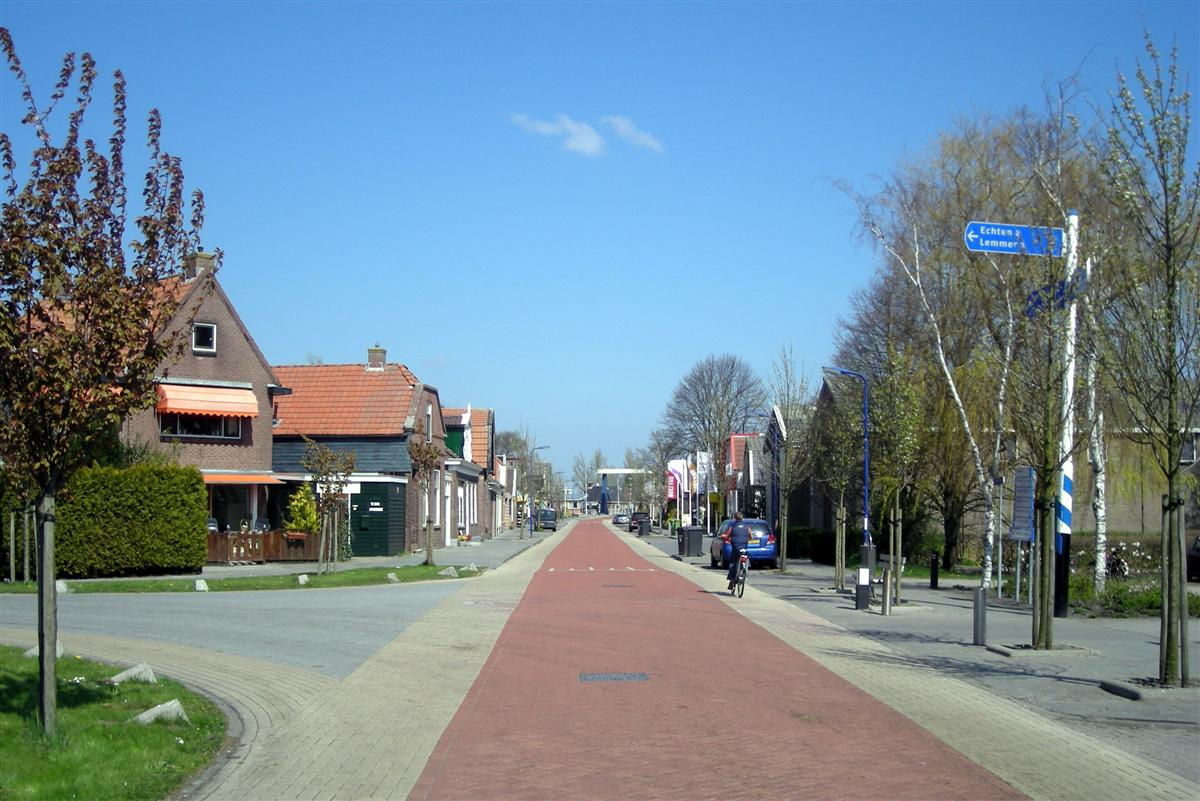
Вулична панорама
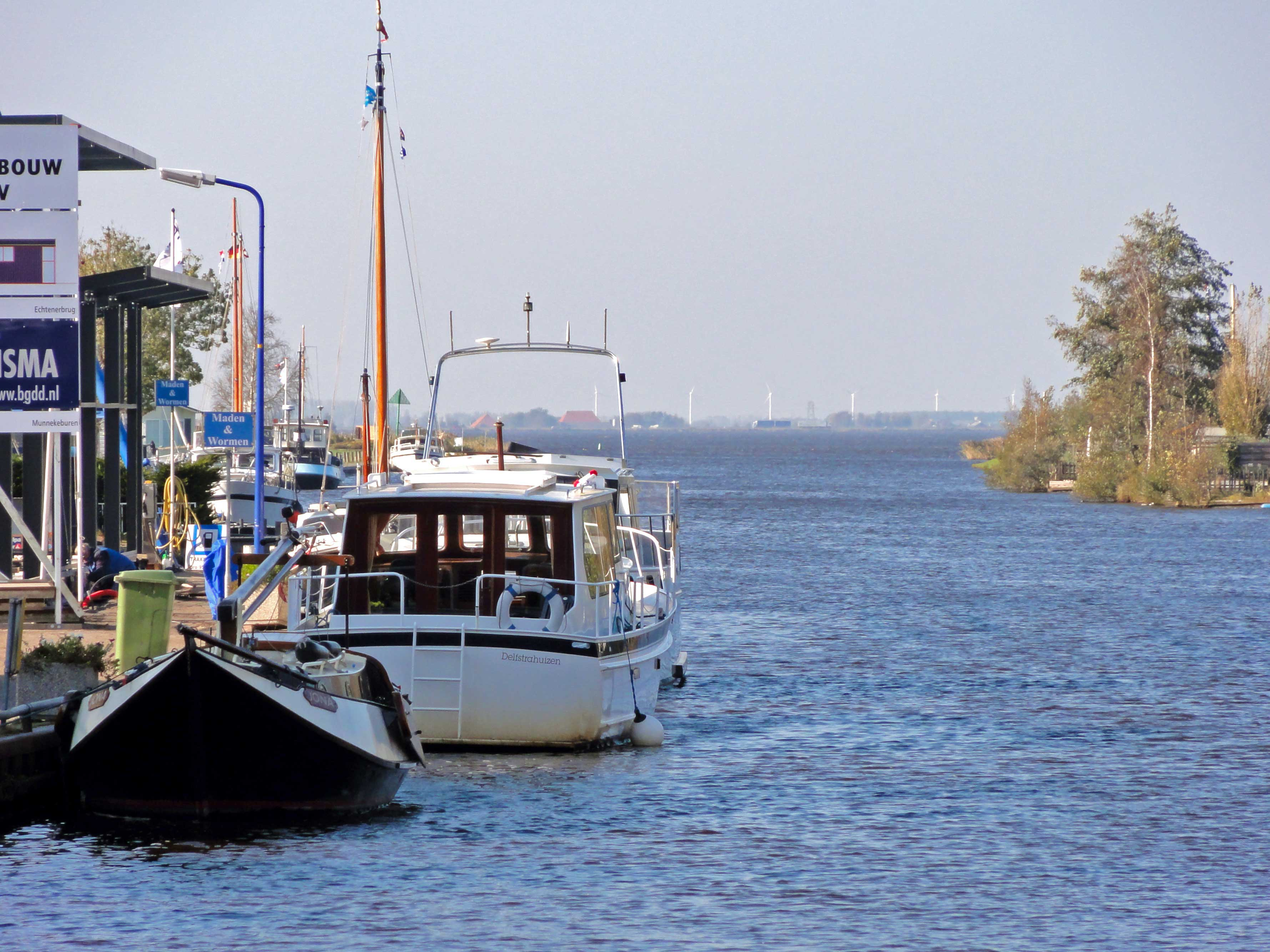
Озеро Тьєкемер в селі
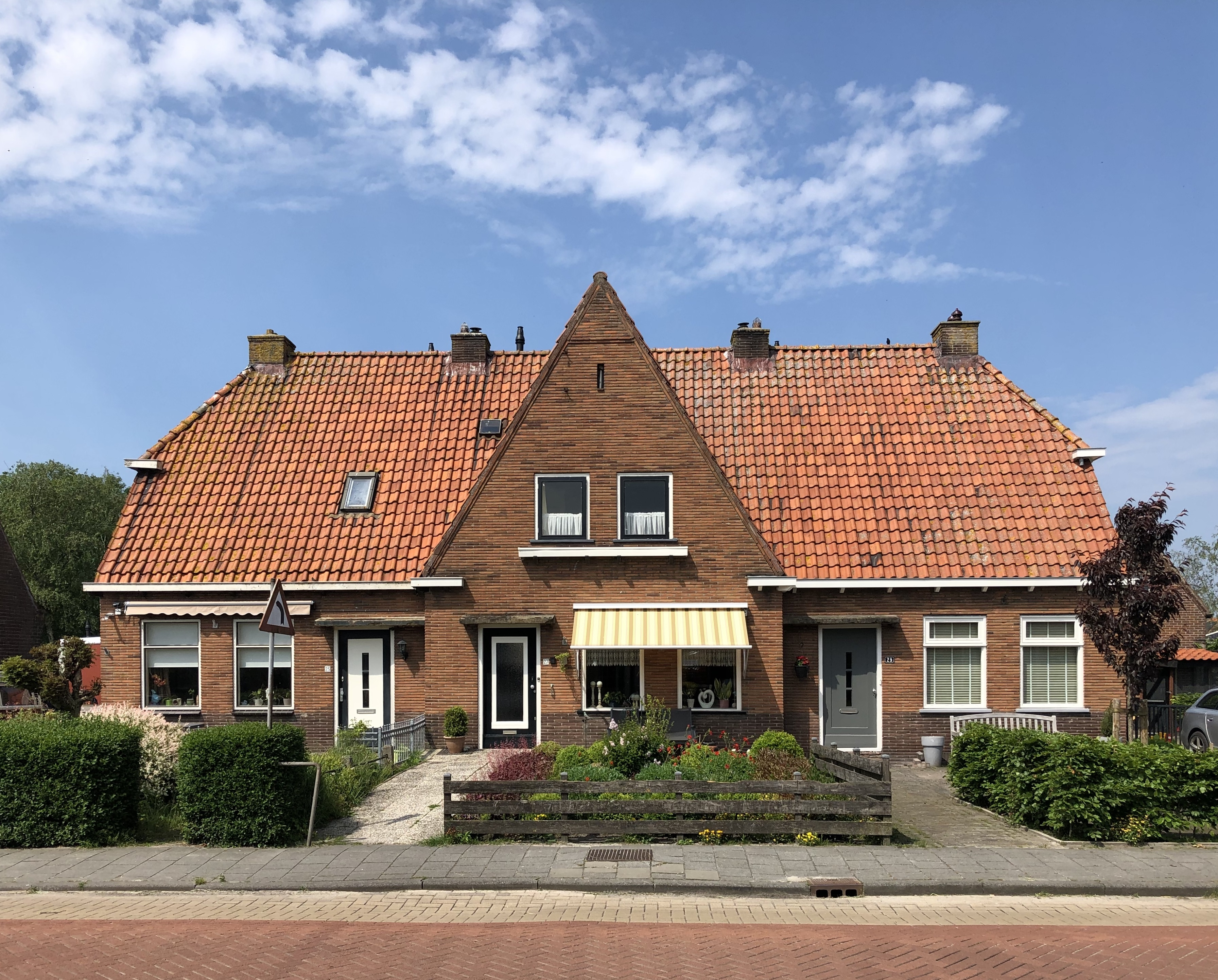
Будинок в Ехтенербрюзі